# Cotesia philoeampus
Cotesia philoeampus är en stekelart som först beskrevs av Cameron 1911.  Cotesia philoeampus ingår i släktet Cotesia och familjen bracksteklar. Inga underarter finns listade i Catalogue of Life.